# Юдаизъм
Юдаизмът е авраамическа религия, изповядвана сред евреите. Юдаизмът се основава на еврейския канон на Библията, известен като Танах, и е доразвит в по-късни текстове като Талмуд. Според неговите последователи той изразява заветната връзка между Бог и Колената израилеви.
Според традиционния равинистки юдаизъм, Бог разкрива своите закони и заповеди на Моисей в планината Синай под формата на Писмената и Устната Тора. Този възглед е оспорван от караизма, юдаистично течение, което днес почти няма последователи, и според което само Писмената Тора е разкрита от Бог. В наши дни либерални течения, като хуманистичния юдаизъм, застъпват още по-крайни и дори нетеистични възгледи.
Самият юдаизъм извежда началото си от времето на пророка Авраам преди повече от 3000 години. Смятан е за една от най-старите монотеистични религии и е най-старата, съществуваща и днес. Неговите текстове, традиции и ценности играят важна роля и в по-късните авраамически религии, като християнството, исляма и бахайството. В много аспекти юдаизмът пряко или непряко е оказал влияние и върху светската етика и гражданското право на Запада.
Евреите са етно-религиозна група, включваща както родените като евреи, така и приелите юдаизма. Към 2007 година броят на евреите по света се оценява на 13 милиона, като от тях около 40% живеят в Израел и около 40% – в Съединените щати.
Най-големите течения в юдаизма са ортодоксалният юдаизъм, консервативният юдаизъм и реформираният юдаизъм, като основните различия между тях са в подхода им към Халаха, юдаистичното право. Според ортодоксалния юдаизъм Тора и Халаха са с божествен произход, вечни и неизменни, и предписанията им трябва да бъдат стриктно изпълнявани. В реформисткия юдаизъм Халаха се разглежда като съвкупност от общи указания, а не като задължителни конкретни норми, докато консервативният юдаизъм заема междинни позиции.

## Основни принципи
1. Вярвам с чиста вяра, че Създателят, благословено да е Името му, е Създател и Водач на всичко създадено; Той сам е направил, прави и ще прави всички неща.
2. Вярвам с чиста вяра, че Създателят, благословено да е Името му, е Едно и че няма единство по начин, подобен на Него, и че само Той е наш Бог, който е бил, е и ще бъде.
3. Вярвам с чиста вяра, че Създателят, благословено да е Името му, няма тяло, че Той е освободен от всички свойства на материята и че не може да има каквото и да е сравнение с Него.
4. Вярвам с чиста вяра, че Създателят, благословено да е Името му, е първият и последният.
5. Вярвам с чиста вяра, че на Създателя, благословено да е Името му, и само на Него е редно да се моля и че не е редно да се моля на друго същество до него.
6. Вярвам с чиста вяра, че всички думи на пророците са истина.
7. Вярвам с чиста вяра, че пророчеството на Моисей, нашия учител, мир на праха му, е истина и че той е главният сред пророците, както тези преди него, така и тези, които го следват.
8. Вярвам с чиста вяра, че цялата Тора, която притежаваме днес, е същата, като дадената на Моисей, нашия учител, мир на праха му.
9. Вярвам с чиста вяра, че тази Тора няма да бъде заменена и че никога няма да има друга Тора от Създателя, благословено да е Името му.
10. Вярвам с чиста вяра, че Създателят, благословено да е Името му, знае всички деяния на човешките същества и всички техни мисли, както е писано: „на всички тях Той е създал сърцата и вниква във всички техни дела“[Псалтир 32:15 или Псалом 33:15]
11. Вярвам с чиста вяра, че Създателят, благословено да е Името му, възнаграждава тези, които спазват Неговите заповеди, и наказва тези, които ги нарушават.
12. Вярвам с чиста вяра в идването на Месията; и дори той да се бави, все пак аз чакам всеки ден неговото идване.
13. Вярвам с чиста вяра, че ще има съживяване на мъртвите, когато Създателят, благословено да е Името му, реши така, и че Неговата слава ще се възвиси за вечни времена.

През вековете учените предлагат различни формулировки на основните принципи на юдаизма, като всички те са подлагани на критика. Най-популярната формулировка са Тринадесетте принципа на вярата на Моисей Маймонид, учен и философ от 12 век. Според него всеки евреин, който отхвърля дори един от тези 13 принципа, трябва да бъде смятан за отстъпник и еретик. Въпреки това еврейски учени са защитавали възгледи, отклоняващи се по различни начини от принципите на Маймонид. Сред съвременниците на Маймонид, които критикуват неговите принципи, са Хасдай Крескас, Йосеф Албо и Авраам бен Давид, които смятат, че много от тях, макар и верни сами по себе си, не са фундаментални за вярата.
Други автори, като древния историк Йосиф Флавий, акцентират върху практиките и ритуалите, а не върху религиозните възгледи, свързвайки отстъпничеството с отказа от спазване на еврейския закон. Принципите на Маймонид като цяло са пренебрегвани през първите столетия след смъртта му. По-късно две поетични формулировки на тези принципи са включени на много места в юдаистичното богослужение, което довежда до почти всеобщото им възприемане.
В наши дни юдаизмът не разполага с централизирани институции, които да формулират точна религиозна догма. По тази причина множество вариации на основните вярвания се смятат за принадлежащи към юдаизма. Въпреки това всички течения на юдаизма са в по-голяма или по-малка степен основани на принципите на Еврейската библия и на коментарите в Талмуд и Мидраш. Също така целият юдаизъм признава библейския Завет между Бог и патриарха Авраам, както и допълнителните аспекти на Завета, разкрити от Моисей, най-значимият пророк в юдаизма. В Мишна, основен текст за равиническия юдаизъм, приемането на божествения произход на този завет се смята за основна характеристика на юдаизма.

## Религиозни текстове
Основният религиозен текст на юдаизма е Еврейската библия – Танах, първоизточникът на християнския Стар завет. В неговото ядро е Петокнижието – Тора, смятано за пряко божие слово. Извън Танах през вековете е създадена богата литература от коментари и тълкувания на религията и различни нейни правни, философски и битови аспекти.

### Танах
Танах (понякога също Масора или Микра) е използваното в юдаизма наименование на каноничния текст на Библията. Самото наименование е акроним от началните букви на трите традиционни подразделения на книгата: Тора, Невиим и Кетувим.
Тората е основния и най-свещен от религиозните текстове на юдаизма. Нарича се още Хумаш חומש, означаваща „петте“ или „петте книги на Моисей“, а в християнството е позната като Петокнижие. Тя има пет части: Берешит (בְּרֵאשִׁית) – Битие, Шемот (שְׁמוֹת) – Изход, Вайикра (וַיִּקְרָ) – Левит, Бемидбар (בְּמִדְבַּר) – Числа, Хадеварим (הַדְּבָרִים) – Второзаконие. В юдаизма се смята, че Тората е дадена от Бог на Моисей в планината Синай.
Невиим (נְבִיאִים, „Пророци“) се състои от осем книги, които в хронологично отношение се отнасят към периода от влизането на израилтяните в Обетованата земя до Вавилонския плен, наричан също „период на пророците“. В същото време Невиим не включва някои книги, описващи този период – Летописи и Книга на Рут. Книгите на Невиим често се подразделят на две групи – Ранни пророци, които имат исторически характер, и Късни пророци, които съдържат по-скоро нравоучителни пророчества.
Кетувим (כְּתוּבִים, „Писания“) обхваща останалите единадесет книги на Танах. Понякога те се подразделят на категории като Книги на истината (Псалтир, Притчи Соломонови, Книга на Йов), Книги на мъдростта (Книга на Йов, Еклесиаст, Притчи Соломонови), Поетични книги (Псалтир, Плач Иеремиев, Песен на песните) и Исторически книги (Книга на Езра-Нехемия, Летописи).

### Рабиническа литература
Рабиническата литература обхваща късноантичните коментари и тълкувания на религиозния закон. Централно място в нея заема Талмудът, смятан за авторитетен запис на религиозни тълкувания на правни, етични и исторически въпроси. Той е основен източник за законодателството, обичаите и моралните ценности на юдаизма. Талмудът се състои от две части или сборника – Мишна и Гемара.
Мишна представлява компилация от правни мнения и обсъждания, предимно сбити изявления на равини, обсъждащи даден проблем, или описания на решения без посочен автор, явно представляващи общоприет възглед. Споменатите в Мишна равини се наричат с общото наименование танаи.
Гемара от своя страна обхваща анализи и коментари на Мишна, създадени от равините през трите столетия, последвали нейното завършване. Те се концетрират върху разясняване и по-подробно разработване на мненията, описани в Мишна.
Едновременно с Талмуда е създаден и корпусът от текстове, наречен Мидраш. За разлика от практическата насоченост на Талмуда, Мидраш си поставя за цел анализа на текстовете на Танах и по-правилната интерпретация на някои трудни откъси чрез използването на методи на херменевтиката и филологията. По този начин Мидраш запълва много празнини в библейското повествование, най-вече във връзка със събития и хора, за които само се загатва.

### Халаха
Халаха е общо наименование на корпуса от юдейски религиозни закони, сред които библейските закони (613-те заповеди), по-късните равинически закони от Талмуда, както и различни практики от обичаите и традициите. Що се отнася до законова практика, в юдаизма не се поставя ясна граница между религиозен и нерелигиозен живот, поради което законите от Халаха се прилагат не само в контекста на религиозни практики и вярвания, но те засягат също така и много аспекти от всекидневния живот.

## Основни празници
Еврейските празници са специални дни в еврейския календар, които честват основни моменти от еврейската история или важни аспекти на връзка между евреите и Бог.

### Шабат
Шабат (на иврит: שַׁבָּת (шаба́т); на идиш: שאַבעס (ша́бес) от шабат – „покой, прекратил дейност“) в юдаизма е седмият, последен ден от еврейската седмица, който е събота. На този ден евреите отбелязват седмия ден от Сътворението, на който според Тората, Бог си е починал след като е сътворил света за шест дни. По тази причина евреите не работят на този ден.
Според еврейския календар денят се счита за започнал, когато на небето се появят първите три звезди и съответно отбелязването на Шабат започва в петък вечер и приключва в събота вечер. Според юдаизма на този ден не трябва да се извършва никаква работа, което включва всякакви съзидателни дейности. Спазването на Шабат е едно от основните задължения на религиозните евреи.

### Песах
Песах (на иврит: פֶּסַח) е еврейски празник, който отбелязва историята на изходът и освобождаването на древните евреи от робство в Египет. Песах започва на 15-ия ден от месец Нисан от еврейския календар и обикновено се пада през март или април. По време на празника евреите нямат право да ядат обикновен хляб (наричан от тях хамец) и са длъжни да консумират само хляб приготвен без тестото да престоява и без мая (наричан от тях маца). На празничната вечеря, наричана Седер Песах, се изпълнява ритуал от 15 стъпки, включващ молитви, отпиване от четири чаши вино и ядене на карпас (зеленчук потопен в сол), маца и марор (нещо горчиво). Има обичай най-малките да търсят предварително скрито парче маца, наричано афикоман. Също така има традиция да се задават и дискутират различни въпроси, свързани с празника.

### Шавуот
На Шавуот евреите отбелязват получаването на Тората от Бог. Буквалният превод на думата от иврит е „седмици“. Празникът е 7 седмици след Песах и по време на библейските времена е съвпадал с жътвата. На Шавуот се ядат млечни продукти, домовете и синагогите се украсяват със зеленина, изучава се Тората цяла нощ и се чете книга Рут. На този ден евреите обикновено се обличат в бяло, което символизира чистотата.

### Сукот
На Сукот евреите отбелязват 40-те години, които древните евреи са се лутали из пустинята преди да стигнат до Обетованата земя. Празнува се чрез построяването на временни колиби на открито, които се наричат суки (сука в ед.ч.), в които ядат в продължение на една седмица. Празникът съвпада с узряването на плодовете, с което се бележи краят на земеделския цикъл. Празникът завършва със Симхат Тора (Радост заради Тората). Симхат Тора е празник, на който евреите празнуват завършването на ежегодното четене на Тората и започването му от начало. Технически това е отделен празник от Сукот.

### Рош Хашана
Рош Хашана (иврит: ראש השנה rosh ha-shanah) в буквален превод означава „глава на годината“, а в идиоматичното си значение се отнася до еврейската нова година и началото на еврейския календар. Рош Хашана отбелязва новата година за хората, животните и правните договори. В Тората този ден е наречен „Денят за тръбене на шофар“ (Yom Terua, Левит 23:24), а равинската литература и самата литургия описват Рош Хашана като „Денят на съда“ (йом ха-дин) и „Денят за възпоменание“ („йом ха-зиккарон“).
Празникът Рош Хашана е първият от така наречените Йамим Нораим (иврит: Дни за страхопочитание), най-важните и тържествени дни от еврейския календар; Йамим Нораим са предшествани от месеца Елул, през който евреите трябва да се посветят на самооценка и разкаяние – процес, намиращ кулминацията си с десетте дни Йамим Нораим, наричани още Asseret Yemei Teshuva – „Десет дни за покаяние“, започващи с Рош Хашана и завършващи с празника Йом Кипур.

### Йом Кипур
Йом Кипур (иврит: יום כפור, yom kippùr, „Ден на изкуплението“) е най-големият еврейски празник – денят на опрощаване на греховете. В Тората този ден се нарича Йом хаКиппурим (ив: „ден на изкупващите греховете си“). Това е един от така наречените Йамим Нораим (ив: „дни за страхопочитание“). Йамим Нораим започват с Рош Хашана и завършват с Йом Кипур, като тези дни съответстват също така на първите два дни и последния ден от Десетте дни на покаяние.

### Пурим
На Пурим евреите празнуват неуспеха на заговора на злия Аман, целящ тяхното избиване в древен Вавилон, както твърди Тората. Празникът е свързван с веселие и радост. Традиционно на този ден евреите се маскират, организират празненства и карнавали, пият вино и вдигат шум (най-често с кречетала). Празникът се пада през февруари или март.

### Ханука
Ханука (иврит:חנוכה) напомня на вярващите евреи за повторното освещаване на Храма в Йерусалим през 3597 г. (168 г. пр. Хр.) по еврейския календар. Повторното освещаване на храма в Йерусалим се свързва според преданието с бунта на макавеите срещу властта на селевкидите над Юдея и с отстраняването от храма на Йерусалим на езическия олтар.
Еврейската традиция твърди за наличието на ритуално масло достатъчно само за 1 ден, но благодарение на чудо маслото горяло цели 8 дена, всъщност докато било готово новото ритуално масло. За това напомнят осемте свещи в свещника, посветен на Ханука. Всеки ден от началото на празника евреите запалват по една нова свещ към запалените вчера, докато в последния осми ден и осемте свещи са вече запалени. За евреите истинският смисъл на празника е победата на шепа еврейски бунтовници над най-силната тогавашна армия, завладяла целия Изток.
В действителност свещникът по случай Ханука има девет свещи, като последната девета свещ се намира в центъра на свещника и само от нея е позволено да се запалват останалите свещи. Често вместо свещи се използва и маслиново масло.

## История
Историята на юдаизма се дели условно на четири периода: библейски, талмудистки, равински и реформационен юдаизъм. В библейския период на юдаизма са съществували примитивни вярвания от времената на древните евреи, които се изразяват в почитане на планини, Луната, растения и животни.
В средата на второто хилядолетие пр.н.е. евреите чергари нахлуват в Палестина и заимстват някои религиозни обреди от ханаанците. В условията на разложението на родовия строй и възникването на класите (края на второто хилядолетие пр.н.е.) благоволението пред силите на природата се пренася върху ваалите – идоли-покровители на полята, маслинените гори, а също и върху властта на вождовете, старейшините. През 11 в. пр.н.е. се формира робовладелска държава; извършва се процес на отделяне от много богове на единен, главен бог – Яхве. След религиозните реформи, проведени от цар Исай в 621 г. пр.н.е., жреците и пророците, които проповядвали монотеизъм, обосновават догматиката на юдаизма, която е зафиксирана в Стария (Вехтия) завет. Когато юдейската държава е покорена (първоначално от Александър Македонски в 4 в. пр.н.е., а след това и от Рим през 1 век), идеолозите на юдаизма започнали да приспособяват библейския юдаизъм към новите условия. По такъв начин се създала обширна литература, събрана и редактирана през 5 век под названието Талмуд.
През епохата на феодализма възникнало мистично учение Кабала, в което елементи на юдаизма се преплитат с възгледи на сектите в християнството и исляма и с гръцко-арабската философия. Опор на юдаизма в Средните векове станал равинът, който в обширна литература тълкувал религиозните обреди и предписания, изложени във Вехтия завет, установил своеобразна система от ограничения, призвани да държат народа в изолация, невежество и смирение. През 18 век в Полша и Украйна възникнало религиозното движение хасидизъм.
В епохата на капитализма възниква реформираният равинизъм. В началото на 19 век в Германия възниква „реформираната синагога“, която се обявява против авторитета на Талмуда и идеите за небесно избавление. Реформираният юдаизъм санкционирал ционизма, който възникнал в края на 19 век. След Първата световна война центърът на юдаизма се премества в САЩ, където по онова време се наброяват повече от 4 хиляди синагоги.
В миналото юдаизмът е разпространен сред определена част от еврейското население на България. След Втората световна война обаче голяма част от българските евреи се изселват в Израел. Сега действащи юдейски общности има само към синагогите в София и Пловдив.